# Bật cao chống tay

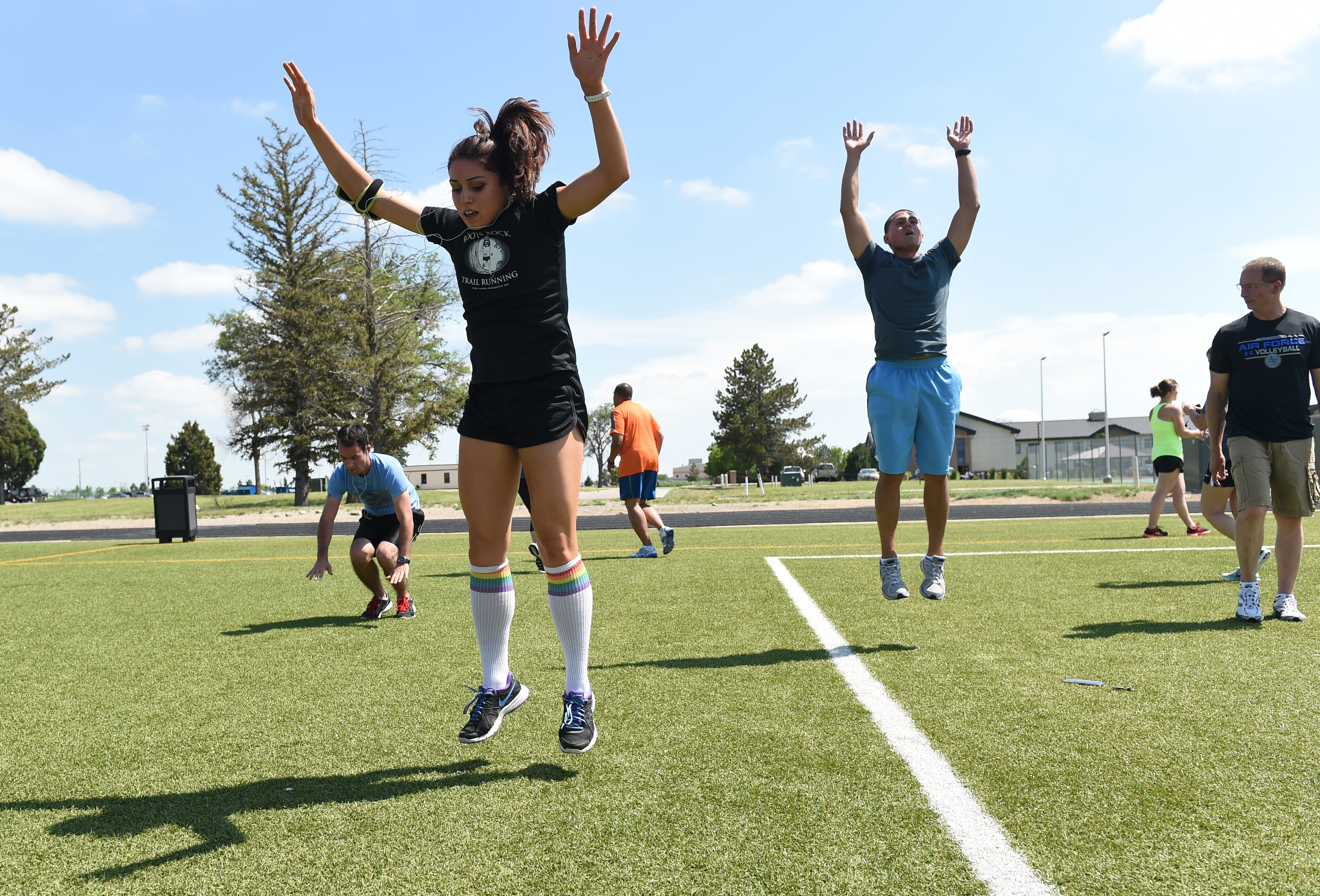
Động tác bật cao chống tay (đang ở tư thế bật cao)

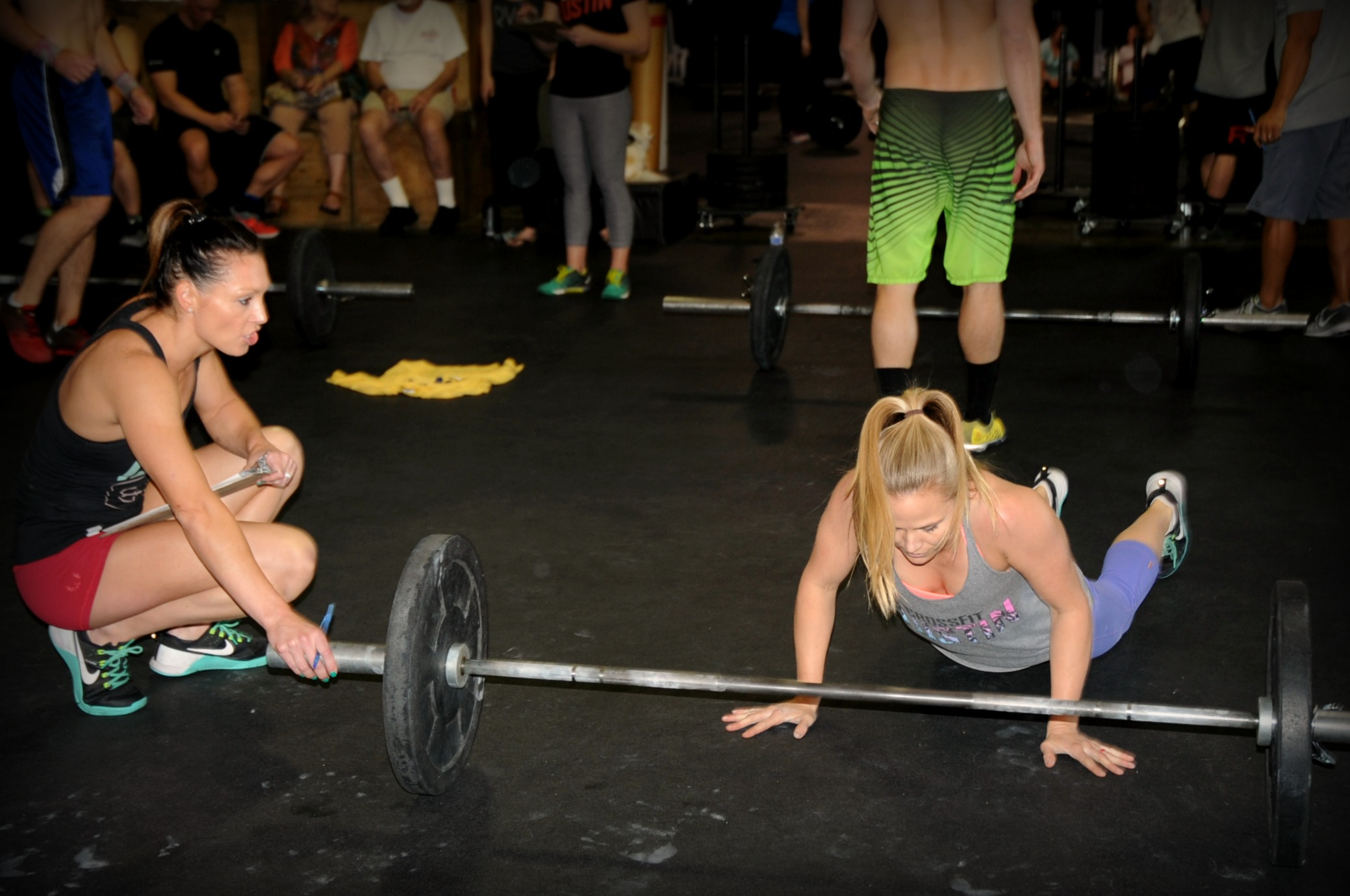
Động tác bật cao chống tay (đang ở tư thế chống tay sau khi vật cao)

Bật cao chống tay (Burpee) hay còn gọi là Bài tập bật duỗi là bài tập toàn thân như một dạng kiểm tra thể lực nhanh chóng và chính xác. Bài tập này được dùng phổ biến trong quân đội Mỹ để đánh giá tình trạng sức khỏe của các quân nhân cũng như giúp họ rèn luyện thể lực hàng ngày. Bài tập Burpee đang được tất cả các huấn luyện viên thể dục trên khắp thế giới đưa vào chương trình giảng dạy của mình.

## Cách thức
Bài tập Burpee ban đầu chỉ gồm bốn (04) động tác, nhưng về sau đã được phát triển thành 5-6 động tác, tùy theo biến thể bài tập và cách áp dụng của người tập.
- Bắt đầu bằng tư thế ngồi xổm với hai tay để trên mặt đất phía trước mặt người tập.
- Bật nhảy hai chân thật nhanh về sau để bạn ở tư thế bắt đầu chống đẩy.
- Chống đẩy một (01) lần.
- Ngay lập tức bật nhảy hai chân lại để trở về tư thế ngồi xổm.
- Trở về tư thế đứng thẳng.

Sau 30 giây nghỉ, người tập có thể lập lại toàn bộ các bước tập trên với tốc độ nhanh nhất có thể. Phần lớn các vận động viên chuyên nghiệp có thể thực hiện toàn bộ bài tập khoảng 12 - 15 lần mỗi 30 giây. Tuy nhiên, mỗi buổi người tập chỉ cần cố gắng thực hiện 4-8 lần Burpee là đạt được hiệu quả tập luyện.